# قانون العملات المعدنية لعام 1873
كان قانون سك العملة لعام 1873 أو قانون العملات الرابع، هو بمثابة مراجعة عامة للقوانين المتعلقة بسك العملة في الولايات المتحدة. من خلال إنهاء حق حاملي السبائك الفضية في تحويلها إلى دولارات فضية قياسية، مع السماح لحاملي الذهب بالاستمرار في تحويل سبائكهم إلى نقود، أنشأ القانون معيارًا ذهبيًا بشكل افتراضي. كما سمحت بدولار تجاري، بمناقصة قانونية محدودة، مخصص للتصدير، بشكل رئيسي إلى آسيا، وألغت ثلاث عملات معدنية صغيرة. أدى هذا الفعل إلى نتائج مثيرة للجدل وندد به النقاد باعتباره «جريمة عام 73».
بحلول عام 1869، اعتُبر قانون السك لعام 1837، الذي سُن قبل حمى ذهب كاليفورنيا أو تأثير الحرب الأهلية الأمريكية على النظام النقدي للولايات المتحدة، قديمًا. وزير الخزانة جورج بوتويل كان لديه نائب المراقب المالي للعملة جون جاي نوكس جونيور مشروع قانون منقح، قدمه إلى الكونجرس سناتور أوهايو جون شيرمان. ثم تجاوز سعر الفضة في السوق القيمة التي ستشتري بها دار سك النقود المعدن، مما قلل من الطلب على السبائك التي سيتم تحويلها إلى دولارات فضية. ومع ذلك، توقع Knox وآخرون بشكل صحيح أن تطوير كومستوك لود ومناجم الفضة الغنية الأخرى من شأنه أن يخفض سعر الفضة في السوق، مما يجعل خيار ضرب السبائك في عملات نقدية قانونية أمرًا جذابًا. نظر الكونجرس في مشروع القانون لمدة ثلاث سنوات تقريبًا قبل إقراره. أثناء النظر فيه، نادرًا ما تم ذكره علنًا، ولكن أيضًا لم يتم إخفاؤه، أن مشروع القانون سيؤسس معيارًا ذهبيًا من خلال إنهاء نظام المعدنين. أصبح مشروع القانون قانون 12 فبراير 1873، بتوقيع الرئيس يوليسيس جرانت، ودخل حيز التنفيذ في 1 أبريل من ذلك العام.
في عام 1876، عندما انخفض سعر الفضة في السوق بالفعل كما كان متوقعًا، جلب المنتجون السبائك الفضية إلى دار سك العملة فقط لتعلم أن دار سك العملة لم يعد مصرحًا لها بصرفها. أصبح الأمر جدلًا سياسيًا كبيرًا استمر ما تبقى من القرن، حيث وضع أولئك الذين قيموا معيار الذهب الانكماشي ضد أولئك الذين اعتقدوا أن العملة الحرة للفضة، وهي سياسة تضخمية، ضرورية للازدهار الاقتصادي. على الرغم من الاتهامات المعاصرة، توجد أدلة قليلة على أن فعل 1873 كان له دافع فاسد. تمت تسوية الخلاف السياسي عندما تم سن المعيار الذهبي صراحة ليصبح قانونًا في عام 1900. ابتداءً من مارس 1933، تخلت الولايات المتحدة بسرعة عن معيار الذهب لصالح العملة الورقية لجميع الأغراض تقريبًا. تخلت الولايات المتحدة عن الارتباط الرسمي الأخير للدولار بالذهب في عام 1971، تاركة الذهب والفضة سلعة أساسية.

## خلفية
أنشأ قانون السك لعام 1792 دار سك العملة في الولايات المتحدة. كان سك العملة في عقودها الأولى يصوغ الذهب والفضة فقط ردًا على ودائع المواطنين من هذا المعدن، ويعيد السبائك إلى المودع على شكل عملات معدنية. يمكن تقديم الذهب أو الفضة للتحويل إلى عملة، حيث كان كلا المعدنين مناقصة قانونية، وكان الدولار يساوي وزن الفضة المحدد قانونًا، وكمية أخرى من الذهب محددة قانونيًا. إن وجود عملة محددة من حيث معدنين مختلفين يسمى ثنائية المعدن. قد يعاني مثل هذا النظام من عدم الاستقرار مع تغير أسعار الذهب والفضة في السوق العالمية، وقد حدث هذا في العقود الأولى بعد عام 1792، حيث تغيرت القيم النسبية للذهب والفضة في أوروبا. في ذلك الوقت، نادرًا ما كانت تُرى العملات الذهبية أو الفضية في الولايات المتحدة، حيث تم تصديرها بكثافة بسبب هذه التحولات - فمعظم القطع المتداولة كانت أجنبية المنشأ. 

في عام 1834، جعل الكونجرس دولارًا بقيمة أقل بقليل، مما أدى إلى تخفيف العملات الذهبية والفضية الأمريكية (المعروفة مجتمعة باسم المسكوكات)، مما جعلها غير اقتصادية للتصدير، وشوهدت في كثير من الأحيان في التجارة داخل الولايات المتحدة  مع هذا التداول المتزايد، أعاد الكونجرس فحص القوانين الحالية المتعلقة بصك العملة، ووجد العديد من الأحكام التي عفا عليها الزمن. سنت قانون السك لعام 1837، وهو مراجعة شاملة للقوانين المتعلقة بالمسكوكات. تضمنت الأحكام الجديدة إنشاء صندوق سبائك، مما يسمح للمودعين بالدفع دون انتظار أن يمر المعدن الخاص بهم بعملية الصك. تم تعديل نسبة القيمة بين الأوزان المتكافئة للذهب والفضة بشكل طفيف، مما يسمح للعملات المعدنية لكلا المعدنين بالتداول داخل الولايات المتحدة.

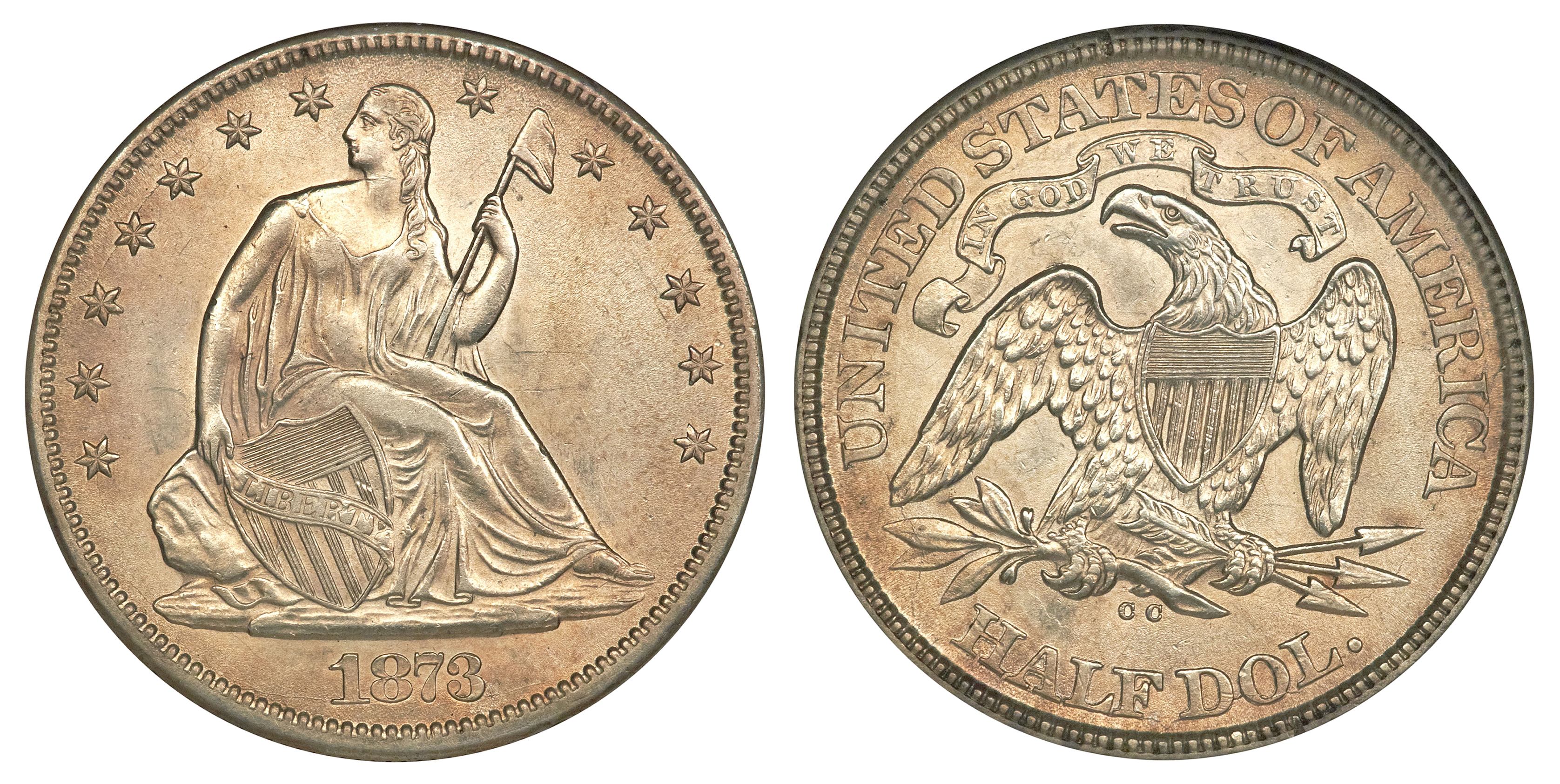
بموجب قانون عام 1853، لم يعد بإمكان المودعين تحويل معادنهم إلى نصف دولار.

عندما ارتفعت أسعار الفضة مقارنة بالذهب كرد فعل على حمى الذهب في كاليفورنيا، كانت قيمة العملات الفضية أكثر من قيمتها الاسمية، وتدفق بسرعة إلى الخارج للذوبان. على الرغم من المعارضة الصاخبة التي قادها ممثل تينيسي (والرئيس المستقبلي) أندرو جونسون، تم تخفيض محتوى المعادن الثمينة للعملات الفضية الأصغر في عام 1853، مما سمح لها بالتداول. حتى ذلك الحين، يمكن لمودعي الفضة اختيار ضرب سبائكهم في عملات فضية من أي فئة بخمسة سنتات أو أكثر؛ خفف قانون 1853 العملات الفضية من نصف سنت إلى نصف دولار وألغى حق المودع في الحصول على الفضة في تلك الفئات. لا يزال بإمكان المودعين اختيار وضع الفضة في عملات الدولار، ولكن نظرًا لوجود أكثر من دولار واحد من الفضة في عملة الدولار، فقد كان من المربح بيع السبائك للمصنعين وصائغي المجوهرات. طالما ظلت أسعار الفضة مرتفعة، فإن هذا وضع الولايات المتحدة فعليًا على معيار الذهب. 
على الرغم من أن دار سك العملة نادراً ما تلقت ودائع من الفضة مقابل تحويلها إلى عملات معدنية بعد عام 1853، إلا أنها اشترت سبائك فضية باستخدام عملات فضية خفيفة الوزن جديدة بأسعار أعلى من السوق. كان هذا غير قانوني، حيث أمر الكونجرس بأن تكون العملات الجديدة خفيفة الوزن قابلة للشراء فقط باستخدام الذهب، وهو شرط يهدف إلى الحد من الكميات المباعة للطلب الفعلي. نظرًا لأن القطع الفضية كان لها حد قانوني للمناقصة يبلغ 5 دولارات، إذا تم تداول أرقام مفرطة، فقد تخنق التجارة. حدث هذا في الواقع، واشتكى التجار والمصرفيون من أن حد العطاء القانوني كان يدفعهم إلى بيع التراكمات بخصم للوسطاء. 
تم استبدال التخمة بنقص عندما تم تخزين معظم العملات المعدنية الفيدرالية وسط الفوضى الاقتصادية للحرب الأهلية. كان أبطأ سعر في الاختفاء هو سنت المعادن الأساسية، والذي كان له قيمة فقط لأن الحكومة قالت إنه فعل ذلك، وفي ذلك الوقت، اهتزت الثقة في الحكومة. في النهاية، اختفى أيضًا من التداول وأمر بعلاوة للتغيير.   حلت مجموعة متنوعة من التحولات المؤقتة محل العملات المعدنية الباهتة، مثل العملات الكسرية ورموز التاجر.  وابتداءً من عام 1864، بدأ الكونجرس في التصريح بقطع النقود المعدنية الأساسية التي لن يتم تخزينها. لقد قلل من وزن السنت، مما جعله مصنوعًا من البرونز، كما تطلب قطعة سنتان من نفس المعدن.  وشهد العام التالي بدء إنتاج النيكل ذي الثلاثة سنتات وفي عام 1866، بدأ إنتاج النيكل بخمسة سنتات (المعروف حاليًا باسم النيكل).  القطعة ذات سنتان، والتي كانت شائعة في البداية، شهدت انخفاضًا في سك العملة حيث فضل الجمهور عملات النيكل الأصغر والأكثر ملاءمة. 
ساعدت العملة الأمريكية، التي لم تكن مدعومة بالفضة ولا بالذهب ولكن بائتمان الولايات المتحدة، والتي كانت ضرورية من خلال النفقات الهائلة في زمن الحرب، في تمويل الحرب.  في أواخر ستينيات القرن التاسع عشر، اختلف السياسيون حول السرعة التي يمكن بها للحكومة استئناف دفع الذهب والفضة في سداد التزاماتها. شعر وزير الخزانة هيو ماكولوتش أن أفضل طريقة للعودة إلى هذه الممارسة هي سحب العملة الخضراء في أسرع وقت ممكن، وقد فعل ذلك حتى أوقفه الكونجرس، الذي شعر أن موقفه الانكماشي يضر بالاقتصاد.  تم استخراج المزيد والمزيد من الفضة في الغرب الأقصى. جعلت الانخفاضات في سعر المعدن خيار إيداع الفضة في دار سك العملة مقابل عملة أكثر جاذبية، وارتفع سك العملة من الدولار الفضي بشكل كبير في أواخر ستينيات القرن التاسع عشر وحتى سبعينيات القرن التاسع عشر. كان الدولار الفضي بمثابة عطاء قانوني بالكامل، وكان بعض المسؤولين قلقين من أن تؤدي الودائع المتزايدة إلى دفع الفضة إلى خروج الذهب من التداول كما تنبأ قانون جريشام، مما يعرض معيار الذهب للخطر. 
نظرًا لأنه قد مر عقدين من الزمن منذ أن تم إيداع الكثير من الفضة بشكل منتظم لتكوين عملات معدنية، فإن حقيقة أن الولايات المتحدة كانت على معيار ثنائي المعدن منذ عام 1792 غالبًا ما يتم نسيانها. كان يُنظر إلى المعيار الذهبي على أنه الخيار الوحيد الممكن، وافترض كثير من الناس أن الولايات المتحدة كانت على هذا المعيار، الذي تبنته دول قوية مثل المملكة المتحدة (1816) والإمبراطورية الألمانية (1871). 

## البداية

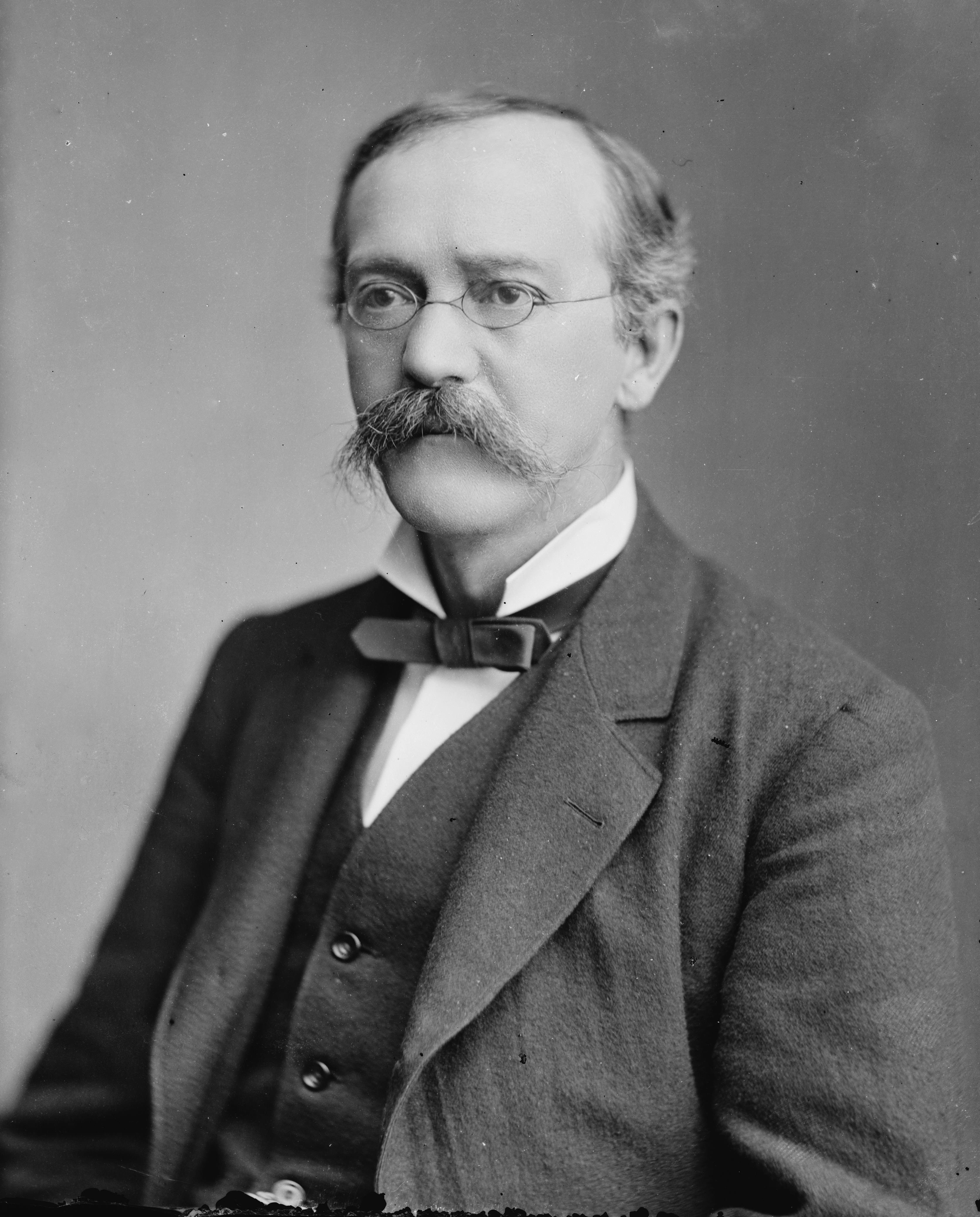
جون جاي نوكس، تصوير ماثيو برادي

كانت الخسائر التي بلغت قرابة 250000 دولار في سان فرانسيسكو مينت قد أثارت قلق وزارة الخزانة،  وفي عام 1866، أرسل ماكولو جون جاي نوكس، موظف بوزارة الخزانة، في مهمة تحقيق خاصة.  وجد نوكس أن الإجراءات غير الرسمية في نقل السبائك بين الضباط المختلفين لتلك دار سك العملة أدت إلى مجموعات غير متسقة من الحسابات، ولكن بسبب عدم وجود إيصالات محفوظة، لم يكن من الممكن تحديد المسؤول عن ذلك.  في عام 1869، أرسل نوكس، نائب المراقب المالي آنذاك، جورج بوتويل خليفة ماكولو للتحقيق في منشآت سك العملة الأخرى، واكتشاف مخالفات خطيرة وخسائر حكومية كبيرة في مكتب نيويورك للمقايسة . اكتشف نوكس مرة أخرى ندرة الإجراءات المحاسبية المناسبة، وأن المسؤولين هناك واجهوا مشكلة في العثور على نسخة من لوائح دار سك العملة. 
في عام 1867، عقد مؤتمر نقدي دولي في باريس لمناقشة كيفية جعل عملات ذهبية من مختلف البلدان مطابقة لمعيار مشترك. التعديلات الطفيفة على السيادة الذهبية البريطانية والقطعة الذهبية الخمسة دولارات (أو نصف النسر) ستجعل كل منها يساوي 25 فرنكًا، واقترح أن يقوم البريطانيون والأمريكيون بإجراء هذه التغييرات بينما بدأت فرنسا في ضرب قطعة بقيمة 25 فرنكًا. لم يؤت أي من هذا إلى ثماره، ولكن في يناير 1868، قدم عضو مجلس الشيوخ عن ولاية أوهايو جون شيرمان تشريعًا لوضع الولايات المتحدة رسميًا على المعيار الذهبي، والقضاء على الفضة كعملة قانونية، وتنفيذ توصيات المؤتمر. 
أوصى نوكس، في تقريره لعام 1866، بمراجعة شاملة للقوانين المتعلقة بدار سك النقود، وفي يناير 1870، أمره السكرتير بوتويل بإعداد مسودة. في ذلك، حصل نوكس على مساعدة من مدير سك العملة السابق هنري ليندرمان،   الذي شغل بعد ذلك لجنة متنقلة لوزارة الخزانة. أصبح ليندرمان في عام 1873 أول مدير لمكتب دار سك العملة. 
أكمل نوكس مشروع قانون، يهدف إلى إلغاء العديد من الأحكام القانونية القديمة، وإعادة كتابة أخرى. اقترح إلغاء الدولار الفضي القياسي (اقترح دولارًا فضيًا خفيف الوزن له حد عطاء قانوني منخفض)، ونقل مكتب مدير دار سك العملة من فيلادلفيا إلى واشنطن، والقضاء على رسوم المسكوكات لضرب السبائك الذهبية (ثم. 5٪)، وإلغاء مكتب أمين الخزانة في مكاتب السك والمقايسة، ونقل وظائفه إلى المشرف.  عند صياغة مشروع القانون، تشاور نوكس مع عدد من ضباط دار سك النقود السابقين إلى جانب ليندرمان، مثل المخرجين السابقين جيمس روس سنودن وروبرت إم باترسون، وكذلك رئيس فيلادلفيا السابق للسك النقود فرانكلين بيل. قدم مدير دار سك العملة جيمس بولارد مشروع القانون إلى الكونجرس في 25 أبريل 1870. 

## الاعتبار والمرور

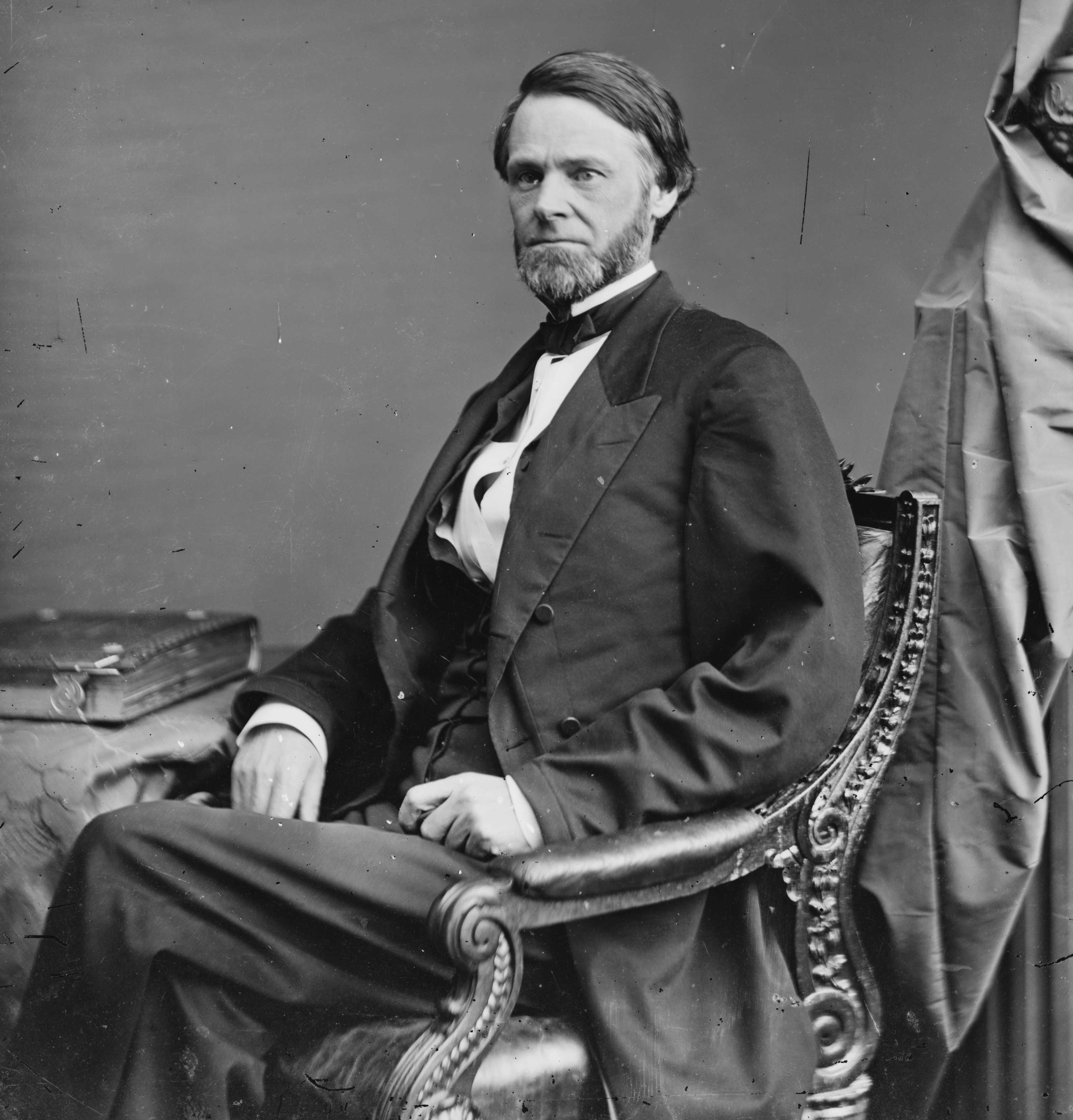
قام السناتور جون شيرمان برعاية مشروع القانون من خلال الكونغرس.

قدم شيرمان مشروع القانون في 28 أبريل 1870، وتمت إحالته إلى اللجنة المالية بمجلس الشيوخ، التي كان يرأسها.  لم يطلب تمريره في جلسة الكونجرس تلك، حيث كان المشرعون مشغولين بالتشريعات المالية الأخرى.  لم يجذب مشروع القانون أي اهتمام من الصحف طوال فترة ما يقرب من ثلاث سنوات كان قيد الدراسة، على الرغم من أن خبراء النقد وغيرهم راقبوا تقدمه عن كثب.  في 9 يناير 1871، أحضر شيرمان مشروع القانون إلى قاعة مجلس الشيوخ للمناقشة. لم تتم مناقشة فكرة إلغاء الدولار الفضي، وبالتالي نظام المعدنين، حيث ركز أعضاء مجلس الشيوخ على حذف رسوم العملات (رسوم خدمات دار سك العملة في تحويل السبائك إلى نقود). كان هذا مهمًا لمجلس الشيوخ - خاصة أعضاء من الغرب الأقصى - لأنه أثر على ما يمكن لشركات التعدين والمصافي (مصلحة اقتصادية مهمة) الحصول عليه من منتجاتهم.  عرض شيرمان تعديلاً للإبقاء على رسوم العملات المعدنية، ولكن هاجمها أعضاء مجلس الشيوخ الغربيون كضريبة غير عادلة على عمال المناجم ومصافي الذهب، وهُزم التعديل، 26-23. في 10 يناير، أقر مشروع القانون مجلس الشيوخ، 36-14، مع تصويت شيرمان ضد مشروع القانون الخاص به.  تم إرساله بعد ذلك إلى مجلس النواب وإحالته إلى لجنة العملات والأوزان والمقاييس التي قدمها لفترة وجيزة في 25 فبراير من قبل رئيس ولاية بنسلفانيا وليام دي كيلي، قبل إعادة تكليفه باللجنة.  لم يتم النظر في مشروع القانون من قبل مجلس النواب خلال الفترة المتبقية من الدورة 41 للكونغرس، والتي انتهت في 3 مارس 1871، وتوفى مشروع القانون الذي وافق عليه مجلس الشيوخ. 
أعاد كيلي تقديم مشروع القانون في مجلس النواب عندما انعقد الكونجرس مرة أخرى في ديسمبر 1871.  كان الرئيس كيلي من فيلادلفيا، وتأثر برجل الصناعة جوزيف وارتون، الذي كان يمتلك مصفاة للنيكل في كامدن القريبة، نيو جيرسي، والتي اشترتها دار سك العملة، بدون العطاءات التنافسية، معظم المعدن للعملات المعدنية الأساسية من فئة ثلاثة سنتات وخمسة سنتات. اقترح مشروع القانون في ذلك الوقت أن السنت، المصنوع من البرونز، مصنوع أيضًا من سبائك النيكل - عندما تمت مناقشته في 9 يناير 1872، كان اهتمام وارتون هدفًا فوريًا.  تم استجواب كيلي من قبل ممثل نيويورك كلاركسون بوتر، الذي وصف مشروع القانون بأنه «حرفة بنسلفانيا هذه» والتي من شأنها أن تمنح «احتكارًا للرجل المحترم في ولاية بنسلفانيا [وارتون].»  تحرك مواطن آخر من نيويورك، هو دوايت تاونسند، لإفشال مشروع القانون باشمئزاز من الوقت الذي استغرقه تمريره. كان من الممكن أن ينجح اقتراحه بشأن التصويت الصوتي، لكن لم يكتمل النصاب القانوني وفشل في التصويت بنداء الأسماء.  في 10 يناير، قدم عضو الكونجرس عن ولاية ميسوري جيمس آر ماكورميك، الذي مثل منتجي النيكل في ولايته، تعديلاً على العطاءات التنافسية لمشتريات النيكل من قبل سك العملة.  بدلاً من الموافقة على تعديل ماكورميك، أرسل كيلي مشروع القانون مرة أخرى إلى اللجنة. 
عندما أعيد مشروع القانون إلى قاعة مجلس النواب في 9 أبريل 1872، تمت إدارته من قبل ممثل ماساتشوستس صمويل هوبر، رئيس لجنة مجلس النواب للبنوك والعملات. لقد راجع الفاتورة قسماً بقسم، وذكر أن مشروع القانون سيضع الولايات المتحدة على معيار الذهب. في المناقشة التي تلت ذلك، أظهر ممثلون آخرون، بما في ذلك بوتر وكيلي، فهمهم لذلك. ينص القانون الآن على مزايدة تنافسية للنيكل، ولكن تم سحبه مرة أخرى، هذه المرة من قبل هوبر، بعد أن اتهم كيلي بوتر بمحاولة إفادة تجار السبائك في نيويورك. تسبب هذا المشاجرة في معارضة سكان نيويورك الآخرين لمشروع القانون.  في 27 مايو، قدم هوبر مشروع قانون بديل، والذي تم تمريره، 110-13، حتى دون قراءته. من بين التغييرات التي أجراها مجلس النواب على فاتورة نوكس، زيادة طفيفة في وزن عملات الشركة الفرعية، العملات الفضية (الدايم، وربع دولار، ونصف دولار)، مما يجعل الدولار الواحد يزن 25 غرام (0.88 أونصة) .  
ثم انتظر مشروع القانون انعقاد الكونغرس مرة أخرى في ديسمبر. في وقت مبكر من ذلك الشهر، أصدر الوزير بوتويل تقريره السنوي، داعيًا إلى تمرير التشريع. في اليوم السادس عشر، تمت إحالة مشروع القانون إلى لجنة شيرمان. ظهرت بدون خطة لجعل المائة من النحاس والنيكل، ومع استبدال الدولار الفضي الخفيف، بالدولار التجاري المخصص للتجارة في الشرق الأقصى، مع وضع مناقصة قانونية محدودة في الولايات المتحدة. تم الإبلاغ عنها إلى مجلس الشيوخ في 7 يناير 1873.   تمت مناقشتها هناك في السابع عشر. 
كان أحد موضوعات المناقشة هو شرط مشروع القانون أن يظهر نسر على عملات أمريكية أكبر. طلب ليندرمان تعديلاً يتطلب أن تحمل العملات الذهبية والفضية بيانًا بوزنها ودقتها، مما يعني التضحية بالنسر. عارض يوجين كاسيرلي من كاليفورنيا التعديل، الذي رعاه شيرمان، قائلاً «لن يكون من الممكن التفكير في نصف دولار أو ربع دولار على أنه عملة من دون النسر عليها».  تم إنقاذ النسر عندما فشل التعديل، 24 لصالحه و 26 ضده. كان Casserly أقل نجاحًا مع تعديل لإزالة الرسوم المخفضة للعملة بنسبة 2٪ بالكامل، والتي فشلت.  قام شيرمان بتحريك مشروع القانون بأسرع ما يمكن، وتم تمريره دون تصويت مسجل. رفض مجلس النواب في البداية الموافقة على تداول الدولار ؛ التقى ممثلو المجلسين، بقيادة شيرمان وبوتر، في لجنة المؤتمر، ووافق مجلس النواب على تعديل مجلس الشيوخ بشأن الدولار التجاري.   أقر مشروع القانون كلا المجلسين دون مزيد من النقاش، ووقعه الرئيس يوليسيس س. جرانت في 12 فبراير 1873.  لم يشرع مشروع القانون في أي وقت من الأوقات في رحلته التي استمرت ثلاث سنوات تقريبًا خلال العملية التشريعية ينص على الاحتفاظ بالدولار الفضي القياسي، حيث يمكن للمودعين صياغة سبائكهم. 

## نية واضعي مشروع القانون

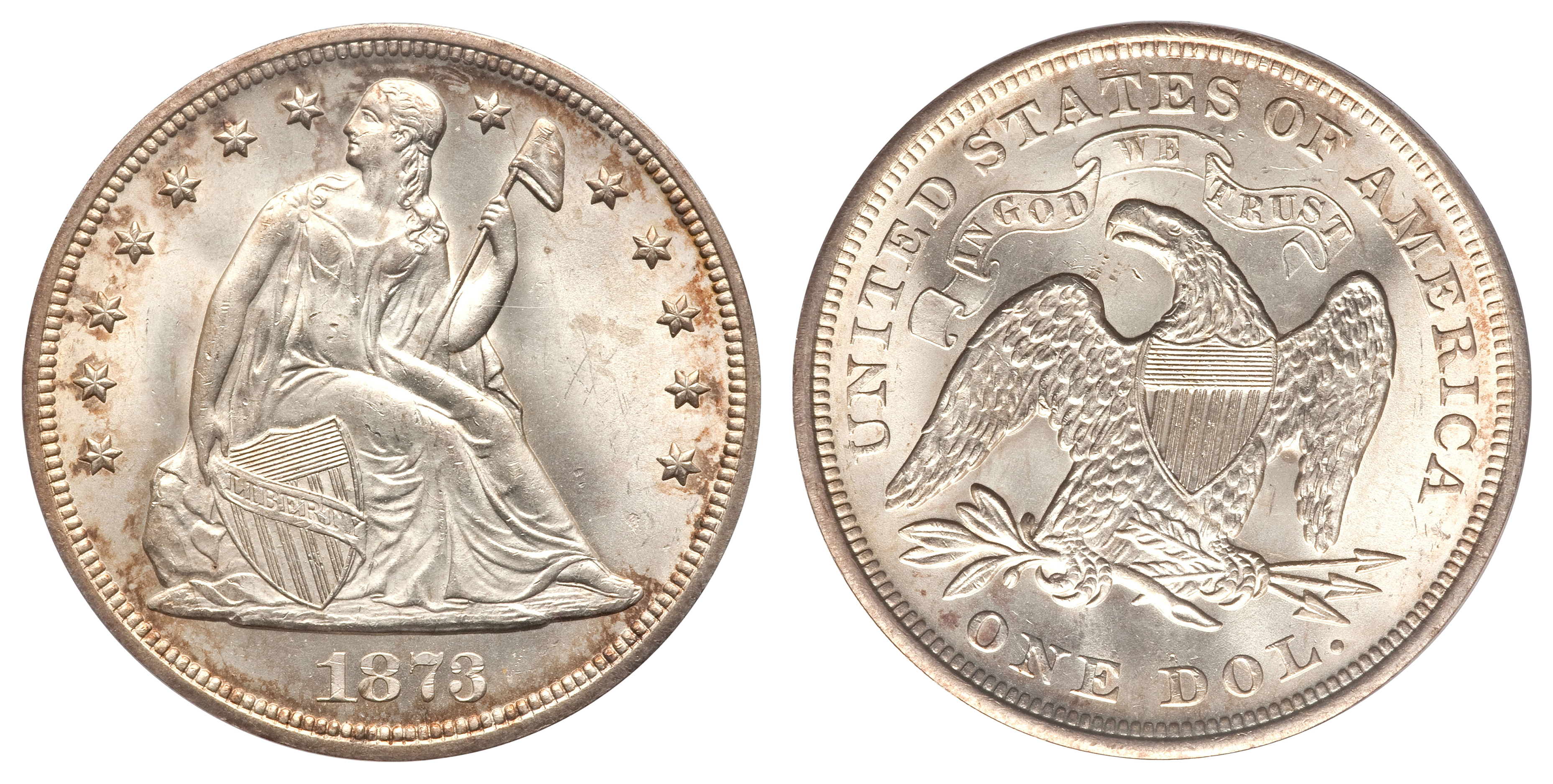
تم إلغاء الدولار الفضي القياسي بموجب قانون العملات لعام 1873.

عندما أصبح قانون 1873، بعد عدة سنوات من إقراره، قضية سياسية، ذكر بعض المشاركين في سنه، بما في ذلك شيرمان وليندرمان، أنه لم تكن هناك نية لإنهاء نظام المعدنين في القضاء على سلطة المواطنين العاديين. سبائك الفضة مصوغة بالدولار. وجادلوا بأن التشريع 1853 قد أنهى ممارسة ضرب السبائك في عملات من فئة أصغر. قام قانون 1873 بتصحيح الإغفال وإزالة عملة معدنية ذات جهد منخفض لم يتم تداولها.  لم يكونوا دائمًا متسقين في إنكارهم: كتب بوتويل في مذكراته أنه "في عام 1873 أصبحت أعتقد أنه من الحكمة أن تعترف كل أمة بالمعيار الذهبي وتؤسسه وتحافظ عليه ... ومن هنا قررت التخلي عن فكرة المعيار المزدوج [أي ثنائي المعدن]. 
في غضون بضع سنوات، أصبحت الفكرة القائلة بأن حذف الدولار الفضي من قانون العملات المعدنية لم يكن بقصد وضع الولايات المتحدة على المعيار الذهبي هو الموقف المؤسسي. جزء من هذا كان رد فعل ضد نظريات المؤامرة التي تم تداولها حول «جريمة عام 73»، كما دعا دعاة نظام المعدنين إلى الفعل. تم قبول هذا من قبل العديد من المؤرخين في القرن العشرين.  كتب نيل كاروثرز، في تاريخه للعملة الأمريكية الصغيرة في عام 1930، أن "كثيرين آخرين قد أظهروا أن هذا لم يكن عملاً فاسدًا أو خفيًا من قبل أعداء الفضة. كان إلغاء الدولار الفضي القياسي في مصلحة توضيح قانون العملات . . . لم يعترف أي طرف في تمرير قانون  بأهمية إلغاء المعايير المزدوجة القائمة قانونًا. منتج ثانوي لمراجعة معقدة وتقنية إلى حد كبير لقوانين السك في قانون العملات لعام 1873. " 

كتب الخبير الاقتصادي ميلتون فريدمان، «ما ليس مفتوحًا للتساؤل هو أن الدولار الفضي القياسي قد تم حذفه من قائمة العملات المعدنية التي سيتم سكها عن قصد، مع معرفة كاملة بالنتائج المحتملة، وفي الاعتقاد بأن هذه العواقب كانت مرغوبة.»  استشهد بكتاب والتر تي كيه نوجنت لعام 1968، المال والمجتمع الأمريكي، 1865-1880،
كان نوكس وليندرمان على دراية شخصية بظروف التعدين في الغرب الأقصى. كانوا يعلمون أن كمية السبائك المنتجة ستزداد فقط، ومن المحتمل أن تنخفض سعر الفضة إلى ما دون المستوى (1.2929 دولارًا للأونصة) حيث كان المعدن في الدولار الفضي يساوي سبائك أكثر منه نقودًا. في بيانه التوضيحي المصاحب لمشروع القانون، أوضح نوكس أن وقف الدولار الفضي سيعني أن الولايات المتحدة لم تعد دولة ثنائية المعدن.   حث بوتويل، في تقريره السنوي لعام 1872، الكونغرس على إنهاء سك العملة الفضية من الودائع الخاصة، خشية أن تتكبد الحكومة خسارة من دفع الذهب مقابل الدولار الفضي، وفي النهاية تضطر إلى صهرها عندما لا يمكن تعميمها.  وفقًا لـ Nugent، «هل كان نوكس و Linderman و Boutwell و Sherman وآخرين على علم بما كانوا يفعلونه عندما خططوا لإسقاط الدولار الفضي؟ لا يمكن تصور أنهم لم يكونوا كذلك. كان بيان نوكس صريحًا. لكن هل حثوا على ذلك خوفا من انخفاض أسعار الفضة؟ لم يدلي أحد ببيان صريح بهذا المعنى، لكن الأمر كان كذلك بلا شك». 

## أحكام

### مكتب دار السك. واجبات الضباط (§§1-12)
كان مدير دار سك العملة موجودًا دائمًا في دار سك العملة في فيلادلفيا، مع مكاتب أخرى للسك والمعايرة يحكمها مشرفون كان المدير مسؤولاً عنها.  نقل قانون 1873 المكتب إلى واشنطن، حيث أشرف المدير على المكتب الجديد لدار سك العملة وظل مسؤولاً عن جميع مكاتب سك العملة والمعايرة. طلب مدير سك العملة تعيينه من قبل الرئيس وتأكيده من قبل مجلس الشيوخ وعمل لمدة خمس سنوات (ما لم تتم إزالته من قبل الرئيس).   من الآن فصاعدًا، ستكون فيلادلفيا منت تحت السيطرة المباشرة للمشرف، مثل المسكوكات الأخرى. كما جعل القانون رسميًا المكتب جزءًا من وزارة الخزانة.  كانت دار سك العملة الأمريكية تقدم تقاريرها مباشرة إلى الرئيس ولكن بمرور الوقت جعلها التشريع خاضعًا لرقابة وزير الخزانة. 
تم إجراء تغيير طفيف على ضباط دار سك العملة، بخلاف إضافة مشرف لفيلادلفيا (سيكون بولوك هو أول شاغل لهذه الوظيفة)، وإلغاء مكتب أمين الخزانة في كل منشأة. بالإضافة إلى المشرف، كان لدى كل المسكوكات ضباط مثل Assayer و Melter و Refiner و Coiner ؛ طُلب من كل منهم نشر سند لتعويض الحكومة عن الخسائر خلال فترة ولايته، وكان كل منهم مسؤولاً عن جزء من عملية الصك. كان لدى فيلادلفيا أيضًا نقش (أحيانًا رئيس نقش)، مسؤول عن إعداد قوالب وتصاميم العملات المعدنية، على الرغم من أن مدير دار سك العملة يمكنه، بموافقة وزير الخزانة، تعيين فنانين خارجيين لتصميم العملات المعدنية.   تم إدراج الحكم الذي يسمح بتوظيف فنانين خارجيين بناءً على اقتراح المخرج السابق باترسون.  حدد القانون رواتب الضباط وشروط ربطهم، وطالب بتعيينهم من قبل الرئيس وتأكيدهم من قبل مجلس الشيوخ، كما كان الحال بموجب قانونى 1792 و 1837. كما حددت إجراءات تعيين القائم بأعمال المسؤول أو مدير دار سك النقود، في حالة الغياب المؤقت لشاغل الوظيفة. 

### العملات المعدنية وإيداع السبائك (§§13–39)
تنص الأقسام من 14 إلى 16 من القانون على العملات التي أذن مكتب السك بضربها. هذا هو الجزء من القانون الذي سيثبت لاحقًا أنه مثير للجدل، لأنه حذف الدولار الفضي القياسي، منذ عام 1853 العملة الوحيدة التي يمكن لمودعي سبائك الفضة أن يضربوا معادنهم فيها. لقد سمح بدولار تجاري، بوزن أعلى من العملة القديمة، يمكن للمودعين صنع الفضة فيه، لكن العطاء القانوني لهذا وكل العملات الفضية كان محدودًا بـ 5 دولارات  - كان الدولار الفضي القديم غير محدود العملة القانونية. 

جميع العملات الذهبية لها عطاء قانوني غير محدود، ونص القانون على استرداد العملة الذهبية المتآكلة إلى ما دون الوزن الطبيعي بالقيمة الكاملة، إذا كان عمرها عشرين عامًا أو أكثر وإذا كانت لا تزال تحتوي على 99.5 في المائة أو أكثر من الوزن المصرح به. العملة الذهبية خفيفة الوزن التي لا تفي بهذه المؤهلات ستقع خسارة في قيمتها على المودع. 
تم التخلص أيضًا من خلال قانون 1873 كانت القطعة ذات سنتان وثلاثة سنتات فضية ونصف الدايم.  على الرغم من أن أول عملتين تم تداولهما قليلاً، إلا أن نصف الدايم كان لا يزال يتعرض لضربات شديدة من قبل دار سك العملة في سان فرانسيسكو لاستخدامها في الغرب الأقصى، حيث كانت النقود الورقية غير مفضلة.  العملات المعدنية التي أجازها قانون 1873 هي السنت، ثلاثة سنتات نيكل، خمسة سنتات نيكل، الدايم، ربع، نصف دولار، دولار تجاري، دولار ذهبي، ربع نسر، قطعة ثلاثة دولارات، نصف نسر، نسر، والنسر المزدوج. 

حدد القانون مواصفات كل عملة. لم يتم إجراء أي تغيير على التكوين البرونزي للسنت. تم جعل الدايم والربع ونصف الدولار أثقل قليلاً بحيث يزن الدولار في هذه العملات 25 غرام (0.88 أونصة)، في إشارة إلى النظام المتري - وزن النيكل بخمسة سنتات بالفعل 5 غرام (0.18 أونصة) . تطلب الأمر أن يكون وجه كل عملة أمريكية رمزًا لـ Liberty، وأن يظهر النسر على ظهره، باستثناء السنت ذو القطر الصغير، والنيكل ذو الثلاثة سنتات، والنيكل بخمسة سنتات، والدايم، والدولار الذهبي، وثلاثة- قطعة دولار، لا يمكن أن يظهر عليها نسر. تطلبت استخدام اسم البلد على ظهر العملة، واستخدام "E Pluribus Unum" في مكان ما على العملة. سمح لشعار «نحن نثق بالله» بالظهور على العملات المعدنية الأمريكية  - الإذن المستمر الممنوح في قانون 3 مارس 1865، الذي أجاز النيكل ذو الثلاثة سنتات.  سمح قانون 1873 باسترداد العملات المعدنية الأساسية الحالية أو القديمة من قبل الخزانة عند تقديمها في دفعات بقيمة 20 دولارًا أو أكثر،  استمرارًا للبند الذي تم سنه عام 1871. 
سمحت الأحكام الإضافية في هذا الجزء من القانون لمودعي السبائك الفضية باسترداد معادنهم على شكل قضبان أو بدولارات تجارية. منعت إيداع الفضة في عملات أخرى، لكنها سمحت للمسكوكات، لمدة عامين، بشراء سبائك فضية مع عملات فضية في فيلادلفيا وفي مكتب نيويورك للفحص. هذه الممارسة، على الرغم من أنها غير قانونية بموجب قانون 1853، إلا أنها سمحت منذ فترة طويلة من قبل مديري Mint. 

### لجنة الفحص والمقايسة (§§40-50)
اجتمعت لجنة الفحص السنوية في فيلادلفيا منت في معظم السنوات من 1797 إلى 1980، عندما تم إلغاؤها. تتألف من مسؤولين حكوميين وأفراد من الجمهور، واختبرت العملات الذهبية والفضية التي أصدرتها دار سك النقود للتأكد من استيفائها للمعايير. 

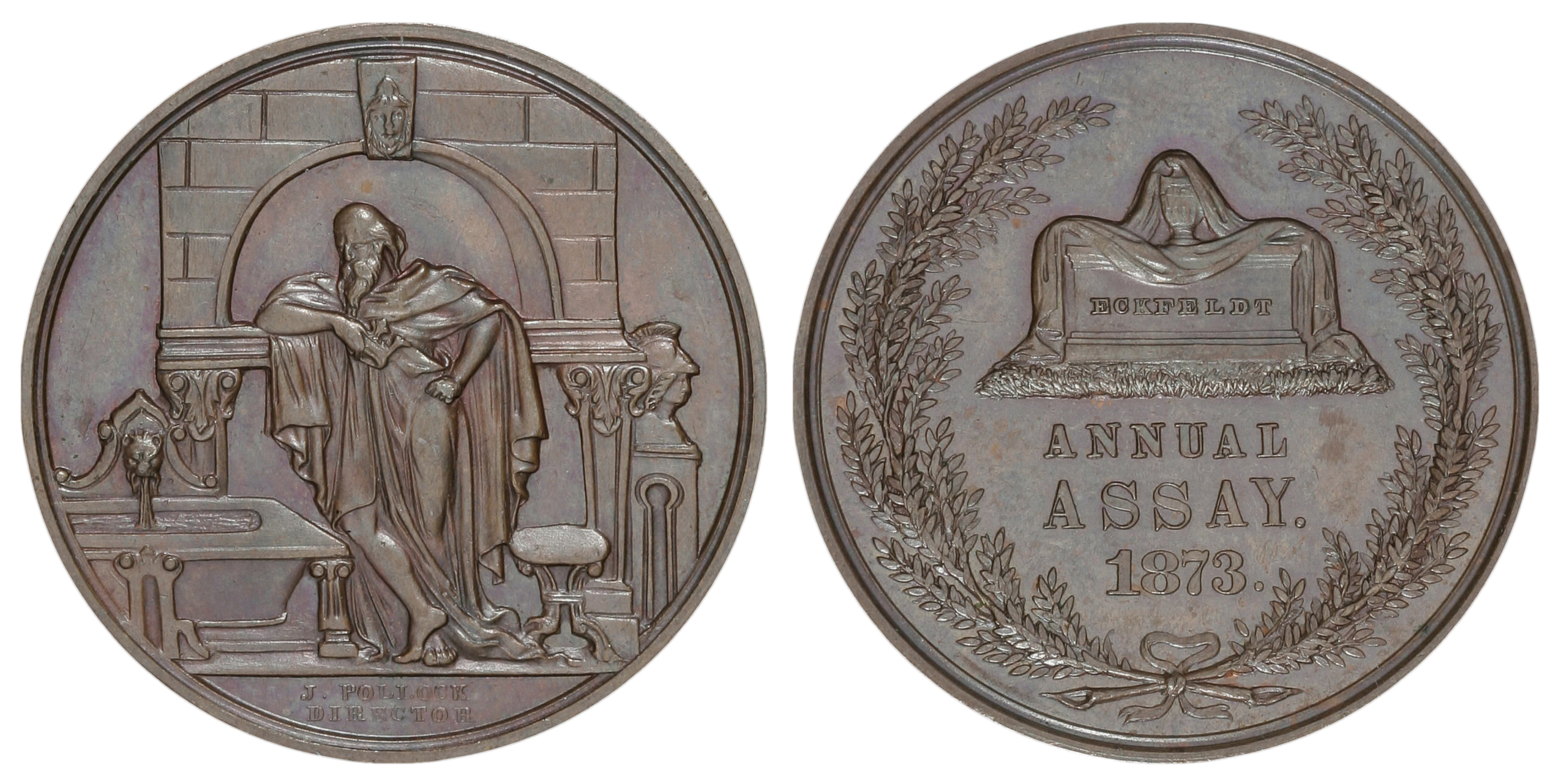
ميدالية (من قبل رئيس النقابات وليام باربر) ضربت في عام 1873 لجنة الفحص. النعش الموجود على ظهره يكرم فيلادلفيا منت أساير جاكوب إيكفيلدت، الذي توفي مؤخرًا.

عيّن قانون 1837 قاضي محكمة مقاطعة الولايات المتحدة للمنطقة الشرقية من ولاية بنسلفانيا، ومحامي الولايات المتحدة عن تلك المنطقة، وجامع ميناء فيلادلفيا كأعضاء بحكم منصبهم في لجنة الفحص. أبقى قانون العملات لعام 1873 القاضي كعضو، لكنه أغفل الاثنين الآخرين، ليحل محل المراقب المالي للعملة ومقاوم مكتب نيويورك للمقايسة. بموجب قانون 1837، سُمح للرئيس بتعيين أفراد من الجمهور كل عام، واستمر هذا بموجب التشريع الجديد. كما حدد قانون 1873 إجراءً مفصلاً لأخذ عينات من كل عملية تسليم بواسطة Coiner، وختمها في مظاريف وإرسالها إلى فيلادلفيا، حيث اجتمعت لجنة الفحص كل شهر فبراير. 
يوفر هذا الجزء من قانون العملات أيضًا كيفية تسوية Coiner للحسابات، للاختبار الداخلي للعملات المعدنية خارج رعاية لجنة الفحص، واستمرار صندوق السبائك، مما يسمح لمودعي الذهب أو الفضة بتلقي العملات المعدنية أو أي مدفوعات أخرى دون الحاجة إلى لانتظار المعدن الفعلي الذي قاموا بإيداعه حتى يمر بعملية الصياغة. طُلب من دار السك الحصول على مجموعة من الأوزان المطابقة للوزن الرسمي الذي يزن جنيهًا ترويًا واحدًا اشتراه وزير الولايات المتحدة في لندن عام 1827، واختبار تلك الموجودة في فيلادلفيا بحضور لجنة الفحص كل عام. 

### الجرائم الجنائية والأحكام المتنوعة (§51-67)
نظمت الأقسام 51 إلى 53 الأمور التي كانت مثيرة للجدل في العقود الماضية. يتطلب القسم 51 تدمير جميع القوالب المقابلة (التي تحتوي على التاريخ على معظم الطوائف) في نهاية كل عام.  في عهد المخرج سنودن في خمسينيات القرن التاسع عشر، أعادت دار سك النقود عملات نادرة قديمة الطراز لبيعها أو تبادلها مع هواة جمع العملات.  يمكن ضرب الميداليات ذات الطبيعة الوطنية في فيلادلفيا بموجب القسم 52، لكن الميداليات الخاصة كانت ممنوعة.  حتى عام 1854، وهو العام الذي أقاله الرئيس فرانكلين بيرس، كان بيل قد أجرى تجارة ميداليات مثيرة للجدل في مبنى فيلادلفيا منت.  طلب القسم 53 إيداع أرباح المكتب من الملكية في الخزانة ومنع دار سك العملة من دفع المصاريف أو الرواتب من تلك الأموال.  تحت إدارة باترسون (تقاعد عام 1851)، احتفظت دار سك النقود بهذه الأرباح، وصرفتها دون إشراف من الكونجرس. 
تم تنظيم مكاتب الفحص من خلال الأقسام من 54 إلى 60، تحت سيطرة مدير دار سك النقود. سيُحكم كل مكتب بطريقة مشابهة للسكك، مع مشرف مسؤول واثنين من الضباط المرؤوسين: Assayer و Melter و Refiner. تحظر المواد من 61 إلى 64 التزوير، والتضييق المتعمد للعملات المعدنية لتأمين المعدن، وغير ذلك من الجرائم، وتنص على العقوبات المفروضة عليها. القسم 65 عبارة عن بند انتقالي، يحدد تاريخًا ساريًا في 1 أبريل 1873، بالإضافة إلى النص على أن المدير الحالي لدار سك العملة (بولوك) سيصبح مشرفًا في فيلادلفيا، وشاغلي مكتب أمين الخزانة في كل دار سك (ألغيت بواسطة التشريع) أمناء الخزانة المساعدين للولايات المتحدة. يسمي القسم 66 كل مكتب صك ومقايسة، ويسمي القسم 67 التشريع باسم «قانون سك العملة لألف وثمانمائة وثلاثة وسبعين». 

## ما بعد الكارثة

### رد فعل لاحق
أدى إلغاء نصف الدايم، الذي لا يزال يجري تداوله في الغرب الأقصى، إلى نقص في التغيير الطفيف هناك. حاول الكونجرس معالجة هذا من خلال القطعة العشرين غير الشعبية، والتي تم طرحها للتداول فقط في عامي 1875 و 1876 ورفضها الجمهور لتشابهها مع ربع دولار. لم يتم تزويد الولايات المتحدة الغربية بالكامل بتغييرات صغيرة حتى بدأ سك العملة في ضرب سنتات هناك في عام 1908 وخمسة سنتات نيكل في عام 1912. ضرب الدولار التجاري بشكل أساسي للتنافس مع الدولار المكسيكي في تجارة الشرق الأقصى، وفشل في ذلك الحصول على القبول الكامل في الشرق. أُعيد الكثير منهم (أو لم يغادروا) الولايات المتحدة. نظرًا لأنه يمكن شراؤها بسعر مخفض، فقد كانت شائعة بين أصحاب العمل، الذين وضعوها في حزم أجور العمال. في عام 1876، ألغى الكونجرس حتى حالة المناقصة القانونية المحدودة التي كانوا يتمتعون بها ؛ في عام 1878، توقفت دار سك العملة عن ضربهم باستثناء هواة الجمع، وحتى هذا الإصدار المحدود توقف بعد عام 1885. في عام 1887، سمح الكونجرس بفترة ستة أشهر يمكن خلالها استبدالها بعملة أخرى، بشرط ألا يتم ختمها من قبل التجار الآسيويين.  

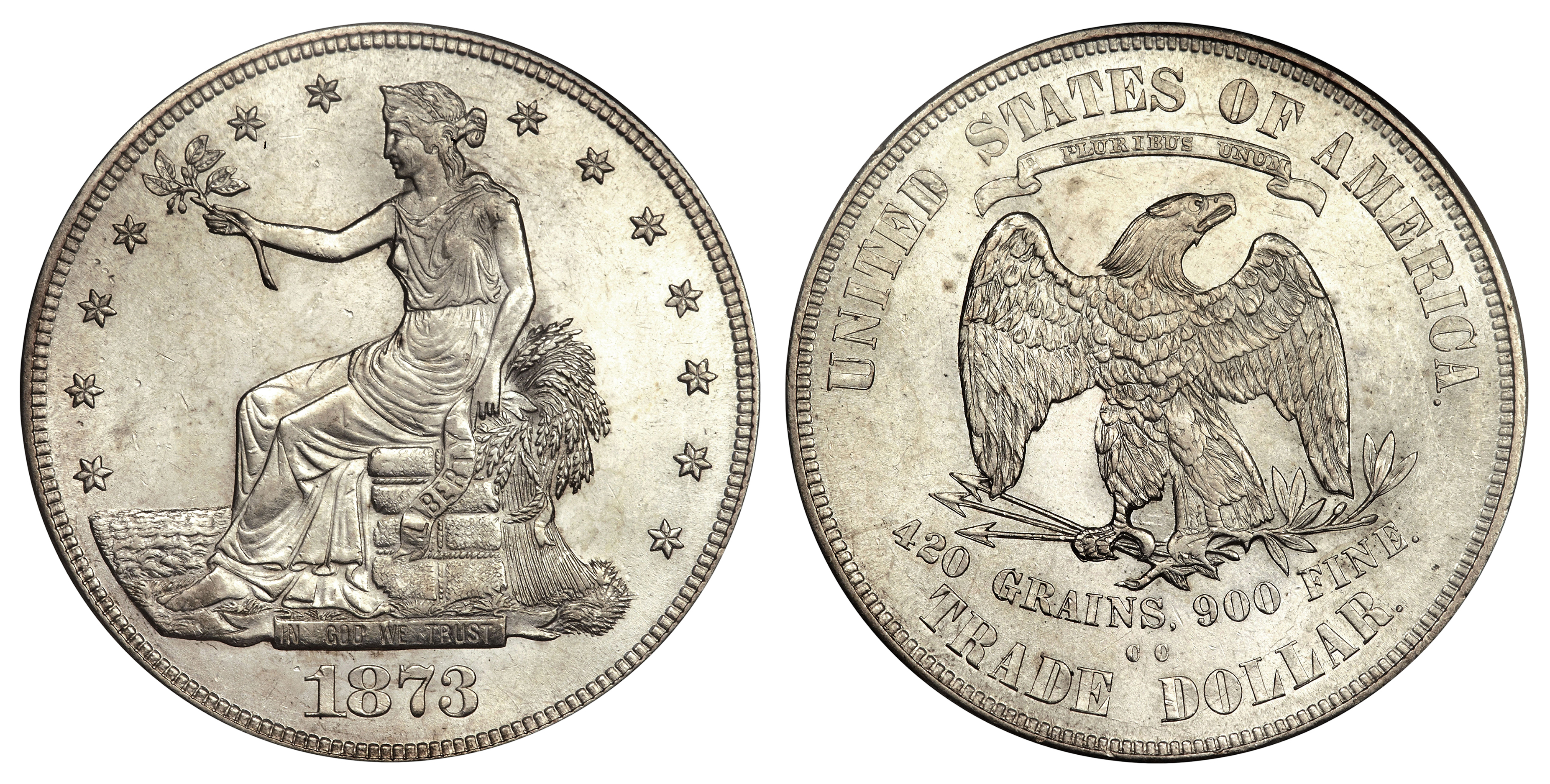
أصبح الدولار التجاري، المخصص للاستخدام في الشرق الأقصى، مثيرًا للجدل عند تداوله في الولايات المتحدة

كما لاحظ فريدمان، إذا ظل سعر الفضة مرتفعًا، فإن استبعاد الدولار الفضي من قانون 1873 سيكون غير ذي صلة.  بحلول عام 1874، تضافر تأثير المناجم الجديدة في الغرب الأقصى وبيع الفضة في ألمانيا بعد شيطنتها هناك، مما أدى إلى انخفاض سعر الفضة. لم يكن منتجو الفضة على علم بالتغيير القانوني، ولم يعلموا به إلا عندما سعوا لتقديم الفضة في دار سك النقود للسكك. وفقًا لمؤرخ النقود دون تاكسى، «أعقب ذلك إثارة، تظاهر خلالها العديد من أعضاء الكونجرس الأتقياء بالجهل بالإلغاء، مؤكدين أنه قد تم تضمينه في مشروع قانون السك خلسة.» كتب أحد المصنّعين في ولاية ديلاوير إلى سيناتوره، توماس إف بايارد، في عام 1878، «في البداية . . . كنت جاهلًا تمامًا بكل ما يتعلق بالمسألة الفضية - لدرجة أنني في الحقيقة (أجد الآن مثل أي شخص آخر تقريبًا لا يستثني أعضاء الكونجرس!) لم أكن أعرف أن سيلفر قد تم شيطنته.»  بدأ الكساد الشديد، الذعر عام 1873، في نفس العام مع مرور الفعل، واستمر طوال معظم العقد. أصبح الكثير في الولايات المتحدة يعتقدون أن معيار الذهب صارم للغاية للتعامل مع الأوقات الاقتصادية الصعبة مثل تلك، وسعى إلى استعادة ثنائية المعدن.  التضخم الناجم عن مثل هذه السياسة من شأنه أن يمكن المدينين من سداد ما عليهم بسهولة أكبر.  استمر سعر الفضة في الانخفاض - كانت الفضة في الدولار في العملات الفضية الفرعية الجديدة ذات الوزن المتري تساوي 0.75 دولارًا فقط بحلول منتصف عام 1876، على الرغم من تعافي السعر بعد ذلك. 

في أوائل عام 1875، أقر الكونجرس مشروع قانون لاستئناف المدفوعات النقدية (أي من العملات الذهبية والفضية) - ساري المفعول في عام 1879.  ذكر فريدمان أنه لولا قانون 1873، لكان الاستئناف على أساس فعال للمعيار الفضي، والذي اعتبره شيئًا جيدًا، مما يسمح بمزيد من الاستقرار الاقتصادي و «من المؤكد تقريبًا أنه كان سيتجنب» الانكماش في أوائل تسعينيات القرن التاسع عشر المعروف باسم ذعر عام 1893 . 

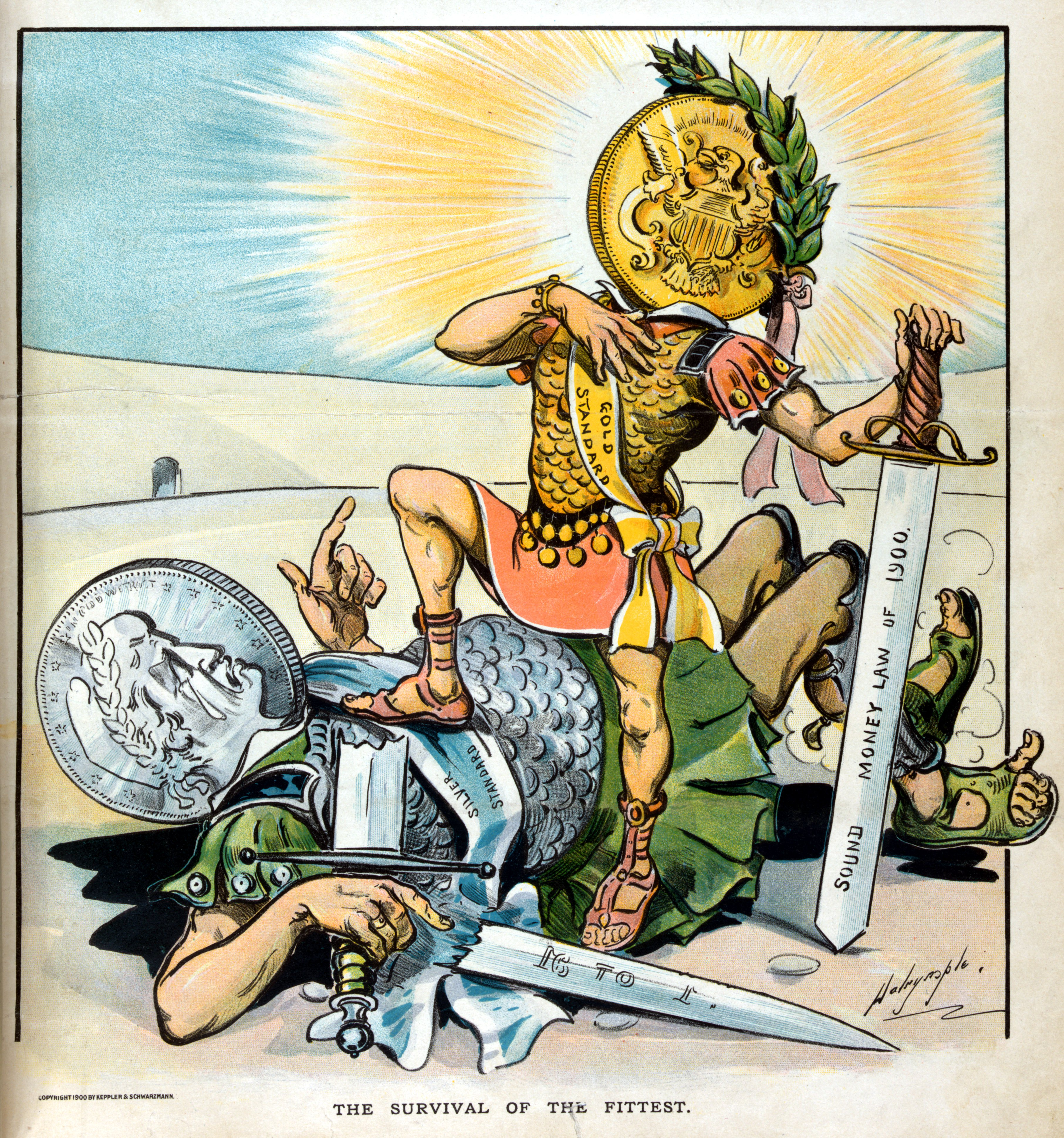
المنتصر الذهبي: رسم كاريكاتوري من مجلة ، 1900.

نما دعم نظام المعدنين في سبعينيات القرن التاسع عشر، وأدى إلى إقرار قانون بلاند-أليسون الصادر في 28 فبراير 1878، على نقض الرئيس رذرفورد ب. هايز. تطلب هذا التشريع من الخزانة شراء سبائك فضية بقيمة ملايين الدولارات كل شهر، وتحويلها إلى دولارات فضية - تمت استعادة الفئة كعملة قانونية، إلا عندما يكون الذهب محددًا بموجب القانون أو العقد الخاص.  أدى تجديد الدعم للفضة إلى إقرار قانون شيرمان للشراء الفضي لعام 1890، مما أدى إلى زيادة كبيرة في مشتريات الفضة، واشتراط أن تدفع الخزانة مقابلها في الأوراق النقدية التي يمكن استبدالها بالذهب. على مدى السنوات الثلاث التالية، تم سحب 132 مليون دولار من الذهب من الخزانة، ووسط كساد آخر، قام الرئيس جروفر كليفلاند بإلغاء قانون شراء الفضة. 
وصلت حركة الفضة الحرة ذروتها مع حملة عام 1896 لممثل نبراسكا السابق ويليام جينينغز برايان، الذي فاز بترشيح الحزب الديمقراطي لمنصب الرئيس بعد خطابه على صليب الذهب، الذي شجب معيار الذهب، وأثار المؤتمر الوطني الديمقراطي لعام 1896 . هُزم برايان في الانتخابات من قبل حاكم ولاية أوهايو السابق ويليام ماكينلي، وفي عام 1900، أقر الكونجرس قانون المعيار الذهبي، ووضع هذا المعيار في قانون.  تم التخلي عن المعيار الذهبي لأغراض عديدة من قبل إدارة الصفقة الجديدة للرئيس فرانكلين ديلانو روزفلت، وانتهى تمامًا من قبل الرئيس ريتشارد نيكسون في عام 1971.

### «جريمة» 73

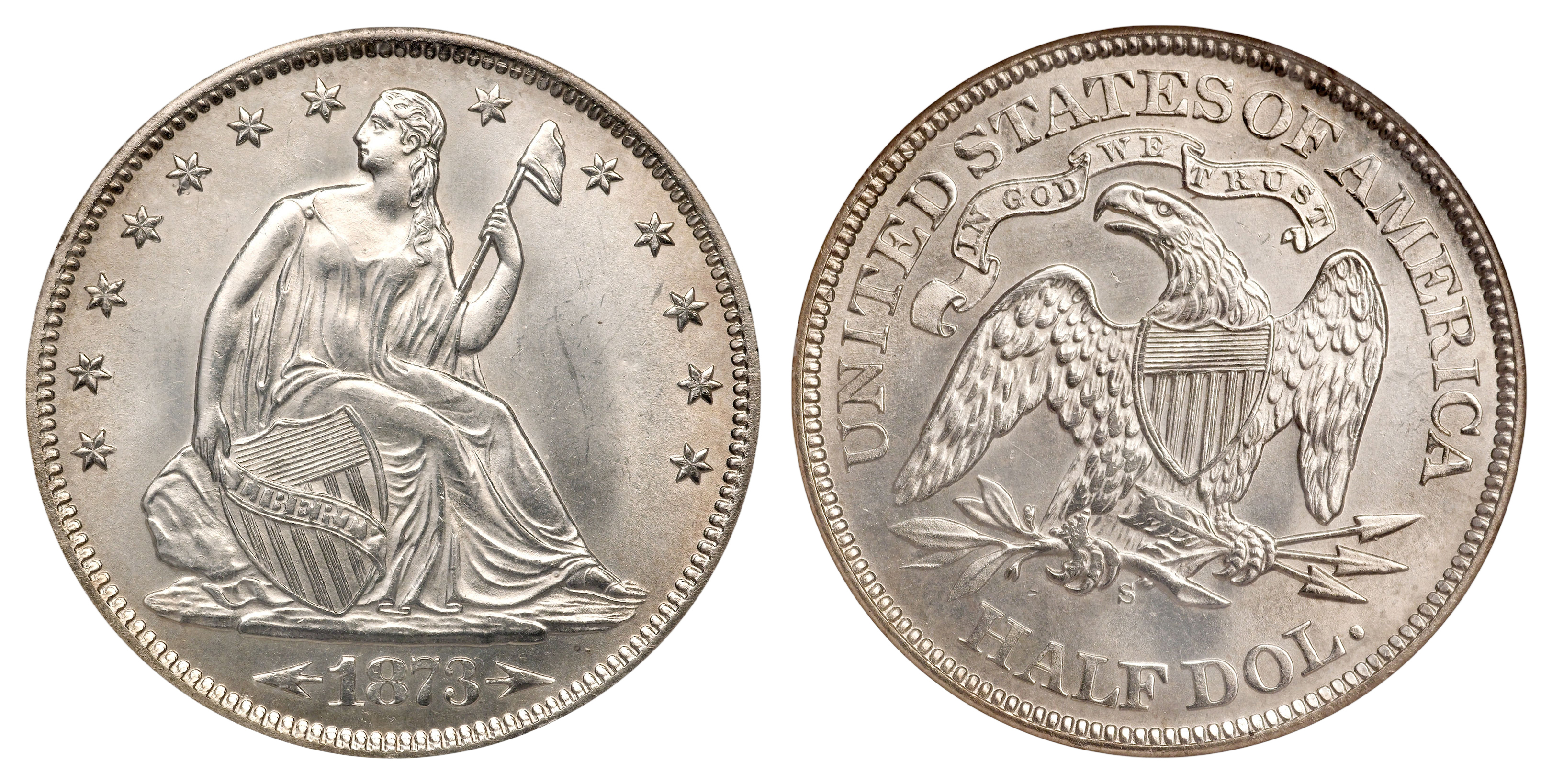
تظهر الأسهم بحلول تاريخ نصف الدولار هذا أنه تم صنعه بعد أن زاد قانون العملات من وزنه إلى 12.5 جرامًا.

أفاد دستور أتلانتا في 1 أبريل 1873 بإقرار قانون العملات. ونوهت بإلغاء قطعة السنتان والترخيص بتداول الدولار، لكنها لم تذكر انتهاء عمل الدولار الفضي القياسي.  لم يكن هناك اعتراض واسع النطاق على قانون 1873 حتى عام 1876. اجتمعت عدة عوامل لإثارة الاحتجاج في ذلك الوقت: السياسات النقدية المشددة من قبل وزارة الخزانة استعدادًا لاستئناف المدفوعات المحددة، والانخفاض الحاد في سعر الفضة أكثر مما كان عليه الحال حتى الآن، والاستخدام الواسع النطاق للدولارات التجارية بعد رفضها في السوق الصيني. في الوقت نفسه، كانت Comstock Lodeومناطق التعدين الغربية الأخرى تنتج كميات قياسية من الفضة. مع استمرار الكساد، بدأ يُنظر إلى الفضة على أنها وسيلة لتضخيم العملة وتحفيز الاقتصاد. 
ابتداءً من مارس 1876، نشر محرر الصحيفة السابق جورج ويستون رسائل تؤكد أن نظام المعدنين أمر مفروغ منه بموجب الدستور، ويتساءل عن كيفية تمرير قانون العملات. بدأت الصحف المتعاطفة تشير إلى أن التشريع قد تم سنه من خلال الفساد لصالح الرأسماليين الأثرياء.  في 5 أغسطس 1876، قال عضو الكونجرس عن ولاية ميسوري ريتشارد ب. إلى القصد الحقيقي من الفعل. يُظهر السجل أن القانون قد تم  خلسة، دون إعادة نظر ودون نقاش. 
غالبًا ما يلوم أولئك الذين اعتبروا الفعل جريمة على الكاتب المالي البريطاني إرنست سيد، الذي قدم نصائحه فيما يتعلق بنص مشروع القانون، كما أكد عضو الكونجرس هوبر في قاعة مجلس النواب عام 1872.  السيد، وفقًا لهذه النظرية، كان وكيلًا لمجموعة من البريطانيين حاملي السندات الأمريكية، الذين أرسلوا سيد إلى أمريكا بمبلغ 100000 جنيه إسترليني (حوالي 550.000 دولار) لرشوة أعضاء الكونجرس من أجل شيطنة الفضة. نفى كيلي حدوث ذلك، لكن القصة علقت، وأصبحت اعتقادًا شائعًا في الحركة الفضية.  في عام 1890، تم التأكيد على تورط سيد الفاسد في قاعة مجلس النواب من قبل توماس سي ماكراي من أركنساس.  كان سيد في الواقع من أصحاب المعادن المتحمسين الذين عارضوا بشدة الشيطنة الأمريكية عن الفضة.  كان قد قدم، بناءً على طلب هوبر، تحليلاً للفاتورة التي دعا خلالها إلى الاحتفاظ بالدولار الفضي كعملة قانونية. 
كان أول استخدام لعبارة «جريمة عام 1873» في نقاشات الكونجرس من قبل السناتور من كولورادو هنري إم تيلر، الذي صرح في 10 يوليو 1890، أن «الكفاح من أجل العملات المعدنية المجانية [من الفضة] مستمر، وسيستمر، أيضًا، حتى يتم الاستماع إلى إرادة الشعب في سن قانون يعيد الفضة إلى حيث تنتمي وأين كان يمكن أن تكون لولا الخطأ الفادح أو جريمة 1873».  لطالما تمت الإشارة إلى هذا الفعل على أنه «جريمة» دون استخدام العبارة الدقيقة. في خطاب عام 1889، وصفها السناتور عن ولاية نيفادا وليام م. ستيوارت بأنها «جريمة» سبع مرات. كان قد صوّت لها في عام 1873.